# Sexy as Hell
Sexy as Hell – siódmy album studyjny niemieckiej wokalistki pop Sarah Connor wydany 22 sierpnia 2008 w krajach niemieckojęzycznych nakładem wytwórni Universal Music.

## Informacje o albumie
Sarah Connor rozpoczęła prace nad albumem pod koniec roku 2007, kiedy to w wywiadzie dla magazynu Bild artystka oficjalnie potwierdziła rzekome nagrywania premierowych piosenek. Wynikiem wysiłku nagrania nowych utworów przez wokalistkę stał się krążek o odmiennej stylistyce muzycznej w porównaniu z poprzednikiem Sexy as Hell, albumem Soulicious wydanym w marcu 2007, który Connor opisała:

"Jestem w nieustannym poszukiwaniu. Szukam dźwięków, które by mnie odzwierciedlały. Sexy as Hell to miks muzyki popowej, hip-popowej z elementami R&B. To jest całkowicie taneczna płyta. Piosenki są w jednym momencie słodkie, a w drugim ostre – tak jak dziewczyny! Ten album to część mnie. Mimo że nad płytą pracowało wielu różnych producentów, rezultatem jest idealna kombinacja piosenek. Oczywiście dlatego, że wszyscy moi producenci to wspaniali artyści. Myślę, że można poczuć, że byłam częścią tworzenia i rozwoju piosenek i każda posiada dużą część mnie.”

## Produkcja
Nad produkcją albumu Sexy as Hell, w odróżnieniu z poprzednimi krążkami nagranymi przez wokalistkę czuwał znacznie większy oraz szerszy muzycznie personel. Znany duński duet produkcyjny Mikkel Remee Sigvardt i Thomas Troelsen stworzyli oraz skomponowali utwory o szybkim tempie jak „Under My Skin”, z elementami electro jak „See You Later”, czy tytułowy „Sexy as Hell”.
Jonathan Rotem, popularny amerykański producent znany ze współpracy z artystami światowego formatu m.in. Britney Spears, czy Destiny’s Child miał swój wkład w utwór „Fall Apart”.
Sama Connor miała swój wkład w produkcję krążka współtworząc tekst do dwóch kompozycji zawartych na liście utworów albumu. Ballada „Still Crazy In Love” powstała przy pomocy długoletnich współpracowników niemieckiej wokalistki Kaya Denara oraz Roba Tygera, podobnie jak zadedykowana przez Sarah swojemu młodszemu dziecku ballada „I’ll Kiss It Away”.
Bülent Aris, producent powiązany z boysbandami Backstreet Boys i *NSYNC wyprodukował kompozycje „Act Like You” oraz „Touch” natomiast Marek Pompetzki to autor piosenki „Play”.

## Promocja
Aby promować album, Sarah dała kilka krótkich koncertów w wakacje 2008. Prezentowała na nich piosenki z nowego materiału. Jednak razem ze swoimi agentami, postanowiła wyjechać w trasę koncertową Sexy as Hell Tour 2009, która trwała od 28 lutego 2009 do 4 kwietnia 2009.

## Single
- Pierwszym singlem promującym krążek stał się utwór „Under My Skin” wydany na niemiecki rynek muzyczny w systemie digital download dnia 1 sierpnia 2008[6]. Do piosenki o brzmieniu dance-pop został nakręcony teledysk, w którym Connor przedstawiona jest jako kobieta dominująca. Kompozycja zadebiutowała na pozycji #93 na oficjalnym, szwajcarskim notowaniu najczęściej kupowanych singli, by następnego tygodnia zająć miejsce #79. W Austrii utwór debiutował dnia 15 sierpnia 2008 na pozycji #17 najpopularniejszych singli, aby dwa tygodnie później osiąść na miejscu #13. Najwyższy debiut zanotowano na oficjalnej niemieckiej liście przebojów, gdzie dzięki częstemu pobieraniu utworu z witryn internetowych, „Under My Skin” wspiął się na miejsce #4.[7]
- Drugim singlem promującym album została ballada „I’ll Kiss It Away”, która dzięki ogromnej popularności zyskała miejsce #67 na oficjalnej szwajcarskiej liście przebojów tylko dzięki sprzedaży digital download jeszcze przed premierą singla[8]. Dnia 7 listopada 2008 kompozycja oficjalnie ukazała się na niemieckojęzycznych rynkach muzycznych i tydzień później zadebiutowała na miejscu #21 listy najlepiej sprzedających się singli w Niemczech[9] oraz pozycji #46 w Austrii[8].

| Rok  | Singel              | Album        | Pozycje na listach | Pozycje na listach | Pozycje na listach |
| Rok  | Singel              | Album        | GER                | AUT                | SWI                |
| ---- | ------------------- | ------------ | ------------------ | ------------------ | ------------------ |
| 2008 | „Under My Skin”     | Sexy as Hell | 4                  | 13                 | 79                 |
| 2008 | „I’ll Kiss It Away” | Sexy as Hell | 21                 | 46                 | 67                 |

## Lista utworów
1. „Sexy as Hell” (Mikkel Remee Sigvardt, Thomas Troelsen, Sarah Connor, George Glueck) – 3:13
2. „Under My Skin” (Mikkel Remee Sigvardt, Thomas Troelsen, Sarah Connor, George Glueck) – 3:17
3. „I Believe In You” (Mikkel Remee Sigvardt, Thomas Troelsen, Sarah Connor, George Glueck) – 3:31
4. „I’ll Kiss It Away” (Sarah Connor, Rob Tyger, Kay Denar) – 3:29
5. „Play” (Marek Pompetzki, Paul NZA, Christina Unohiem) – 3:19
6. „Still Crazy In Love” (Sarah Connor, Kay Denar, Rob Tyger) – 4:27
7. „Beautiful View” (Mikkel Remee Sigvardt, Thomas Troelsen, Sarah Connor, George Glueck) – 3:17
8. „Touch” (Bülent Aris, Sarah Connor, Anthony Freeman) – 4:09
9. „See You Later” (Mikkel Remee Sigvardt, Thomas Troelsen, Sarah Connor, George Glueck) – 3:27
10. „Fall Apart” (Jonathan Rotem, Evan Bogart, Franne Golde, Ruth-Anne Cunningham) – 3:08
11. „Act Like You” (Sarah Connor, Bülent Aris, Anthony Freeman) – 3:31
12. „Your Love Is Dangerous” (Sarah Connor, Rob Tyger, Kay Denar) – 3:59

## Pozycje na listach
| Lista sprzedaży (2008–2010)      | Najwyższa pozycja |
| -------------------------------- | ----------------- |
| Austria IFPI Albums Chart        | 5                 |
| Europa (European Hot 100 Albums) | 10                |
| Korea Południowa (Gaon)          | 52                |
| Niemcy IFPI Albums Chart         | 3                 |
| Szwajcaria IFPI Albums Chart     | 7                 |
| World Albums Top 50              | 40                |